# Drapa (kortnovell)
En drapa (engelska: drabble) är en kortnovell på exakt etthundra ord. Formen uppstod i science fiction-klubben vid University of Brighton på 1980-talet. Den svenska namnformen är tagen efter förslag av den finlandssvenske novellförfattaren Petri Salin.